# Vangidae
I Vangidi (Vangidae Swainson, 1831) sono una famiglia di uccelli dell'ordine dei Passeriformi.

## Distribuzione e habitat
La gran parte delle specie (generi Artamella, Calicalicus, Cyanolanius, Euryceros, Falculea, Hypositta, Leptopterus, Mystacornis, Newtonia, Oriolia, Pseudobias, Schetba, Tylas,Vanga, Xenopirostris) è endemica del Madagascar. Tre generi (Prionops, Megabyas e Bias) hanno un areale afrotropicale, e altri tre (Tephrodornis, Philentoma e Hemipus) è diffusa in Asia meridionale, in Asia sud-orientale e nel sud della Cina.

## Tassonomia
La tassonomia della famiglia è stata recentemente ridisegnata: in base ai risultati di recenti studi di sequenziamento del DNA, nell'originario raggruppamento di generi endemico del Madagascar (Core Vangidae) sono state incluse le averle di bosco (generi Tephrodornithis, Hemipus, Philentoma, in passato ascritti alla famiglia Tephrodornithidae), le averle piumate (Prionops, Prionopidae) e gli enigmatici generi Bias e Megabyas, in precedenza inclusi nella famiglia Platysteiridae. Alcuni Autori propongono di riconoscere ai due raggruppamenti il rango di sottofamiglia (rispettivamente Vanginae e Prionopinae).
Secondo il Congresso Ornitologico Internazionale la famiglia comprende attualmente (2018) i seguenti generi e specie:
Sottofamiglia Vanginae
- Genere Calicalicus

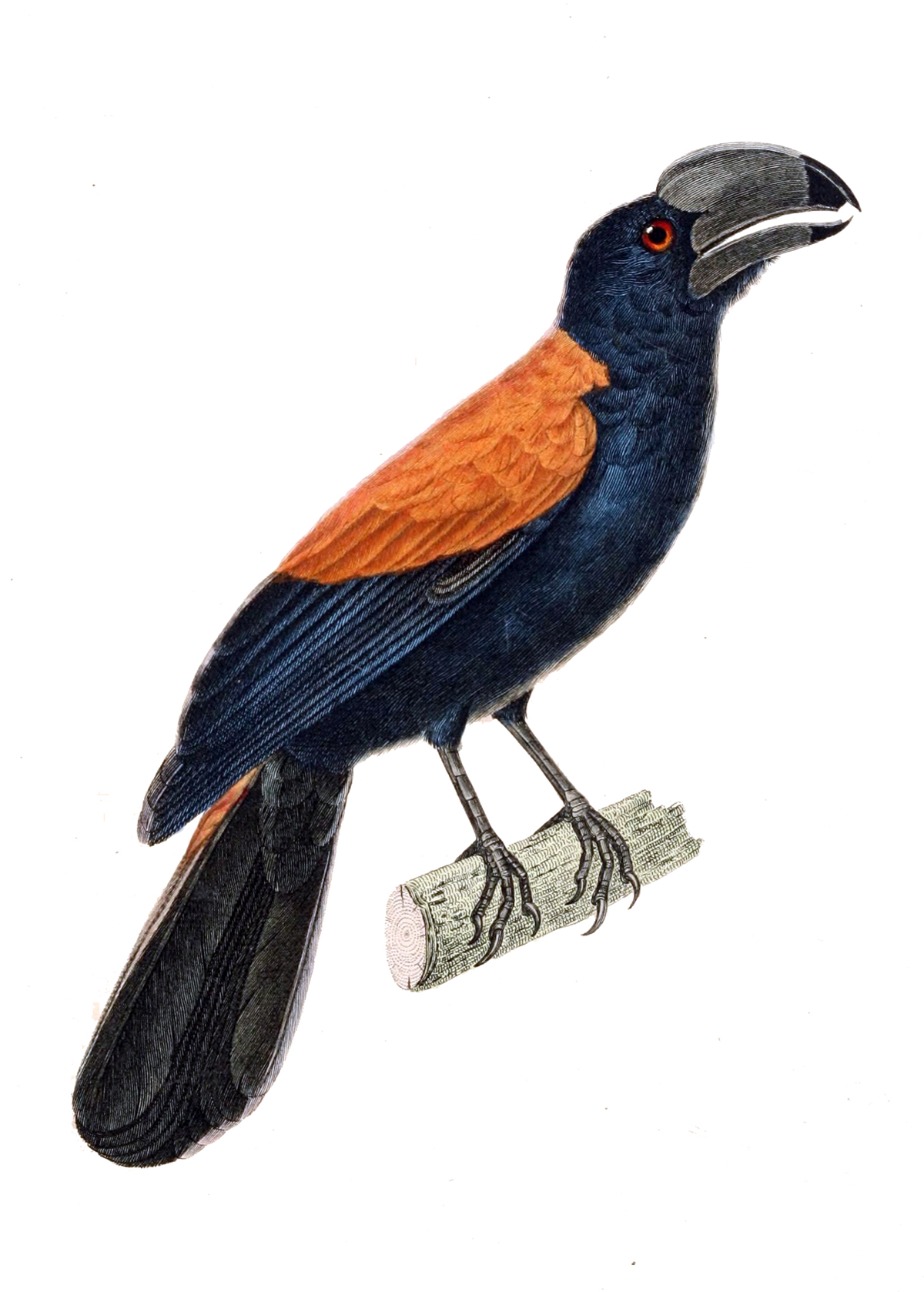
Vanga dall'elmo
(Euryceros prevostii)

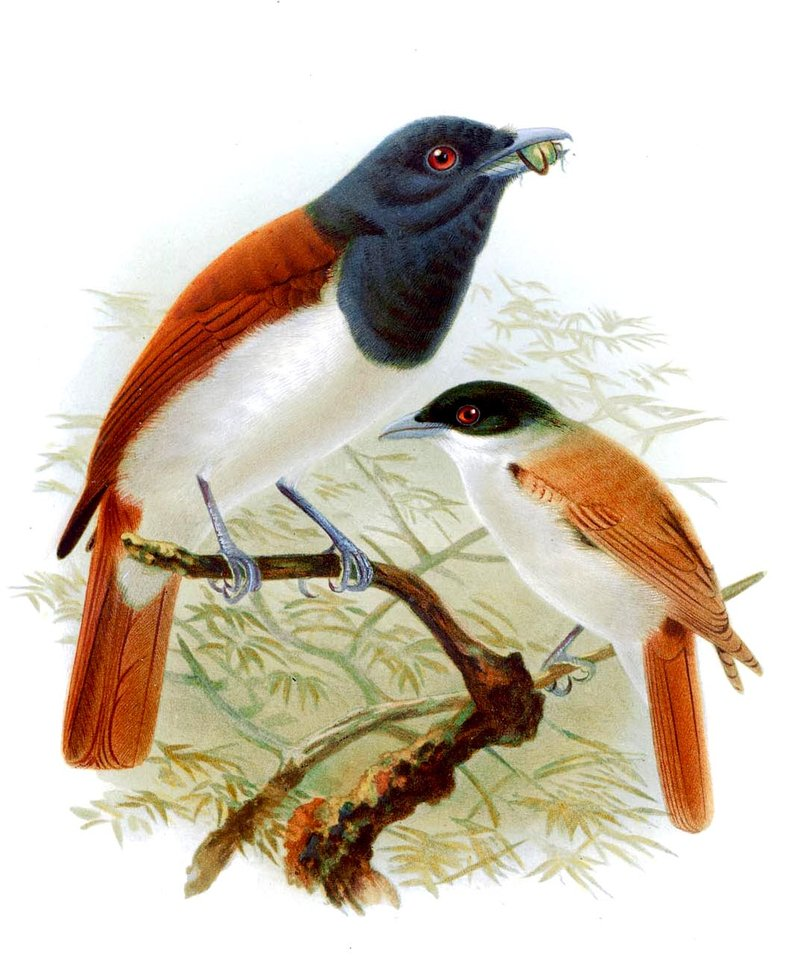
Vanga rossiccio
(Schetba rufa)

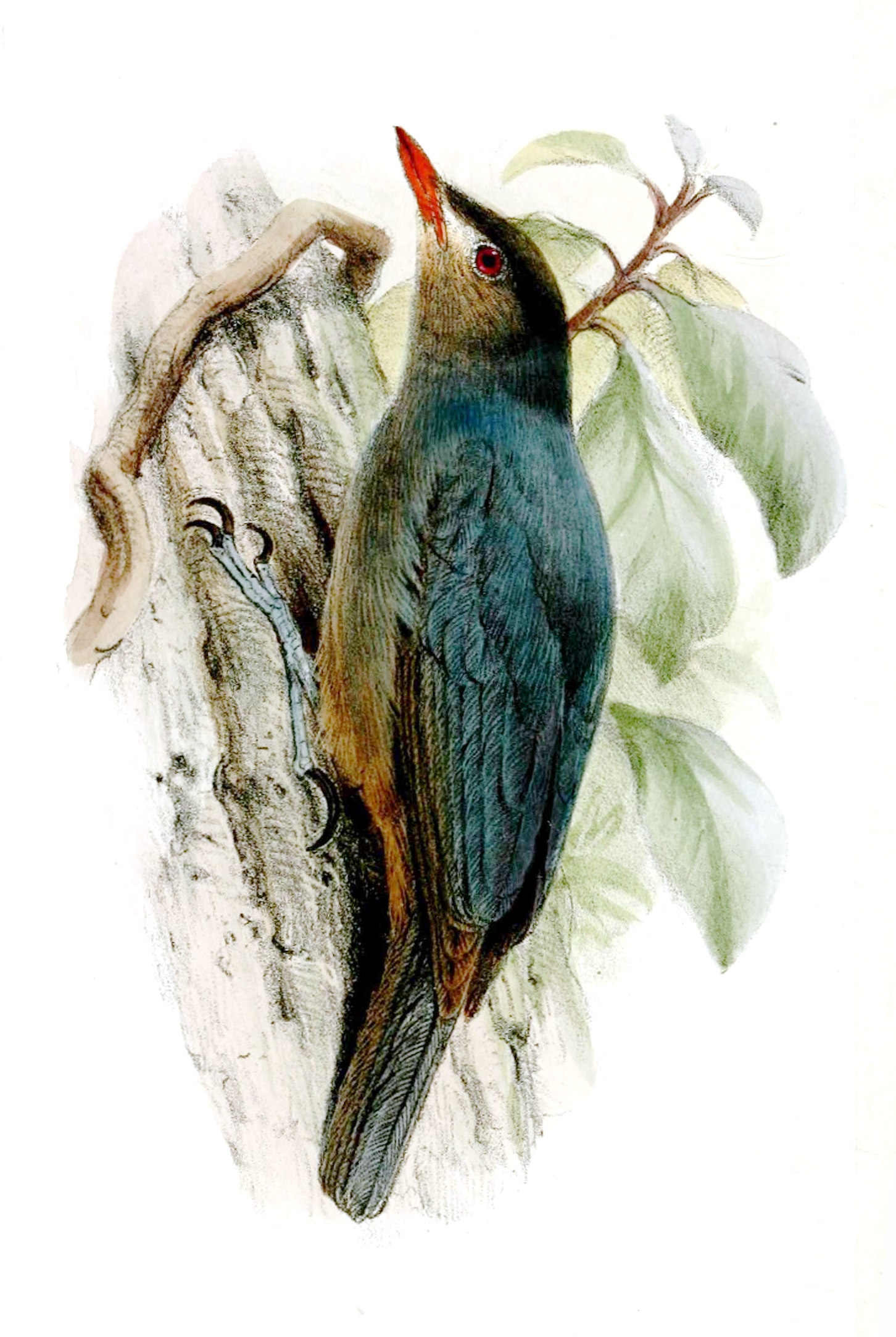
Ipositta beccodicorallo (Hypositta corallirostris

  - Calicalicus madagascariensis (Linnaeus, 1766) - vanga codarossa
  - Calicalicus rufocarpalis Goodman, Hawkins & Domergue, 1997 - vanga spallerosse

- Genere Vanga
  - Vanga curvirostris (Linnaeus, 1766) - vanga dal becco uncinato

- Genere Oriolia
  - Oriolia bernieri I.Geoffroy Saint-Hilaire, 1838 - vanga di Bernier

- Genere Xenopirostris
  - Xenopirostris xenopirostris (Lafresnaye, 1850) - vanga di Lafresnaye
  - Xenopirostris polleni (Schlegel, 1868) - vanga di Pollen
  - Xenopirostris damii Schlegel, 1865 - vanga di Van Dam

- Genere Falculea
  - Falculea palliata I.Geoffroy Saint-Hilaire, 1836 - vanga beccodifalce

- Genere Artamella
  - Artamella viridis (Statius Müller, 1776) - vanga testabianca

- Genere Leptopterus
  - Leptopterus chabert (Statius Müller, 1776) - vanga di Chabert

- Genere Cyanolanius
  - Cyanolanius madagascarinus (Linnaeus, 1766) - vanga azzurro

- Genere Schetba
  - Schetba rufa (Linnaeus, 1766) - vanga rossiccio

- Genere Euryceros
  - Euryceros prevostii Lesson, 1831 - vanga dall'elmo

- Genere Tylas
  - Tylas eduardi Hartlaub, 1862 - vanga dalla testa nera

- Genere Hypositta
  - Hypositta corallirostris (A.Newton, 1863) - ipositta beccodicorallo

- Genere Newtonia
  - Newtonia amphichroa Reichenow, 1891 - newtonia di Tulear
  - Newtonia brunneicauda (A.Newton, 1863) - newtonia comune
  - Newtonia archboldi Delacour & Berlioz, 1931 - newtonia di Tabity
  - Newtonia fanovanae Gyldenstolpe, 1933 - newtonia di Fanovana

- Genere Pseudobias
  - Pseudobias wardi Sharpe, 1870 - pigliamosche di Ward

- Genere Mystacornis
  - Mystacornis crossleyi (A.Grandidier, 1870) - garrulo di Crossley

Sottofamiglia Prionopinae
- Genere Prionops
  - Prionops plumatus (Shaw, 1809) - averla dall'elmo crestalunga

Averla dall'elmo crestalunga (Prionops plumatus)

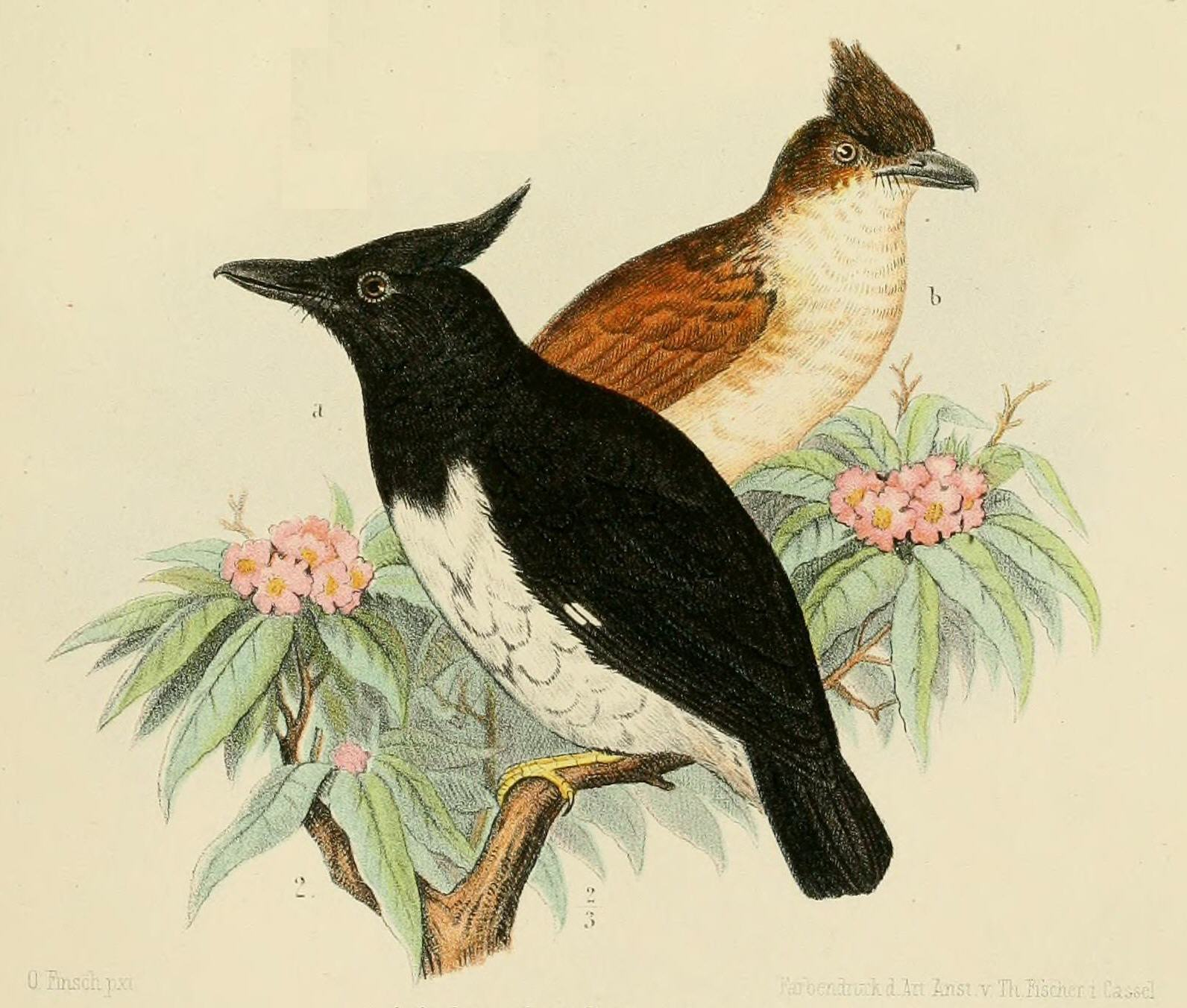
Pigliamosche averla bianconero (Bias musicus)

  - Prionops poliolophus Fischer & Reichenow, 1884 - averla piumata crestagrigia
  - Prionops alberti Schouteden, 1933 - averla piumata crestagialla
  - Prionops caniceps (Bonaparte, 1850) - averla piumata ventrecastano
  - Prionops rufiventris (Bonaparte, 1853) - averla piumata ventrerossiccio
  - Prionops retzii Wahlberg, 1856 - averla piumata di Retz
  - Prionops gabela Rand, 1957 - averla piumata di Gabela
  - Prionops scopifrons (Peters, 1854) - averla piumata frontecastana

- Genere Hemipus Hodgson, 1844
  - Hemipus picatus (Sykes, 1832) - averla pigliamosche alibarrate
  - Hemipus hirundinaceus (Temminck, 1822) - averla pigliamosche alinere

- Genere Tephrodornis Swainson, 1832
  - Tephrodornis virgatus (Temminck, 1824) -  averla boschereccia maggiore
  - Tephrodornis sylvicola Jerdon, 1839 -  averla boschereccia del Malabar
  - Tephrodornis pondicerianus (J.F.Gmelin, 1789) -  averla boschereccia comune
  - Tephrodornis affinis Blyth, 1847 - averla boschereccia di Sri Lanka

- Genere Philentoma Eyton, 1845
  - Philentoma pyrhoptera (Temminck, 1836) - filentoma alirossicce
  - Philentoma velata (Temminck, 1825) - filentoma pettomarrone

- Genere Megabyas J.Verreaux & E.Verreaux, 1855
  - Megabyas flammulatus J.Verreaux & E.Verreaux, 1855 - pigliamosche averla africano

- Genere Bias Lesson, 1831
  - Bias musicus (Vieillot, 1818) - pigliamosche averla bianconero